# Brutium
Brutium è stata una rivista italiana d'arte.

## Storia
Venne fondata nel 1922 da Alfonso Frangipane, che la diresse fino alla morte nel 1970, con l'obiettivo dello studio e della valorizzazione dell'arte e della cultura calabrese.
Ebbe cadenza mensile, poi trimestrale e infine quadrimestrale.
È stato l'organo di stampa dell'Accademia di belle arti di Reggio Calabria ed era edita da Gangemi Editore.
L'ultima pubblicazione risale al 2002.